# Symphonic landscapes
Symphonic landscapes is een studioalbum van Gandalf. Gandalf stond bekend om zijn orkestraal aandoende new agemuziek, die hij veelal uitvoerde met elektronische muziekinstrumenten. Met dit album mocht hij gebruik maken van het symfonieorkest van Weense theaters (Orchester der Vereinigten Bühnen Wien). Zijn eigen bijdragen nam hij op in zijn eigen geluidsstudio Electric Mind. Orkestopnamen vonden elders plaats.

## Musici
- Gandalf – gitaar, toetsinstrumenten
- Wolfgang Krsek – piano
- Gernot Urin – gong

Met
- orkest onder leiding van Caspar Richter.

## Muziek
| Nr. | Titel                                                         | Duur |
| --- | ------------------------------------------------------------- | ---- |
| 1.  | First movement: The eternal songs of the ocean waves (part 1) | 5:48 |
| 2.  | First movement: The eternal songs of the ocean waves (part 2) | 3:22 |
| 3.  | Second movement: Green valley beyond the horizon (part 1)     | 3:57 |
| 4.  | Second movement: Green valley beyond the horizon (part 2)     | 6:43 |
| 5.  | Second movement: Green valley beyond the horizon (part 3)     | 4:28 |
| 6.  | Third movement: Where the mountains meet the sky (part 1)     | 3:31 |
| 7.  | Third movement: Where the mountains meet the sky (part 2)     | 1:50 |
| 8.  | Third movement: Where the mountains meet the sky (part 3)     | 1:23 |
| 9.  | Third movement: Where the mountains meet the sky (part 4)     | 4:03 |
| 10. | Third movement: Where the mountains meet the sky (part 5)     | 3:40 |
| 11. | Fourth movement: Mirages upon a desert of sand (part 1)       | 6:05 |
| 12. | Fourth movement: Mirages upon a desert of sand (part 2)       | 3:48 |
| 13. | Fourth movement: Mirages upon a desert of sand (part 3)       | 1:25 |
| 14. | Fourth movement: Mirages upon a desert of sand (part 4)       | 4:20 |